# Emil Sutor
Emil Karl Sutor (* 19. Juni 1888 in Offenburg; † 13. August 1974 in Karlsruhe) war ein deutscher Bildhauer.

## Leben

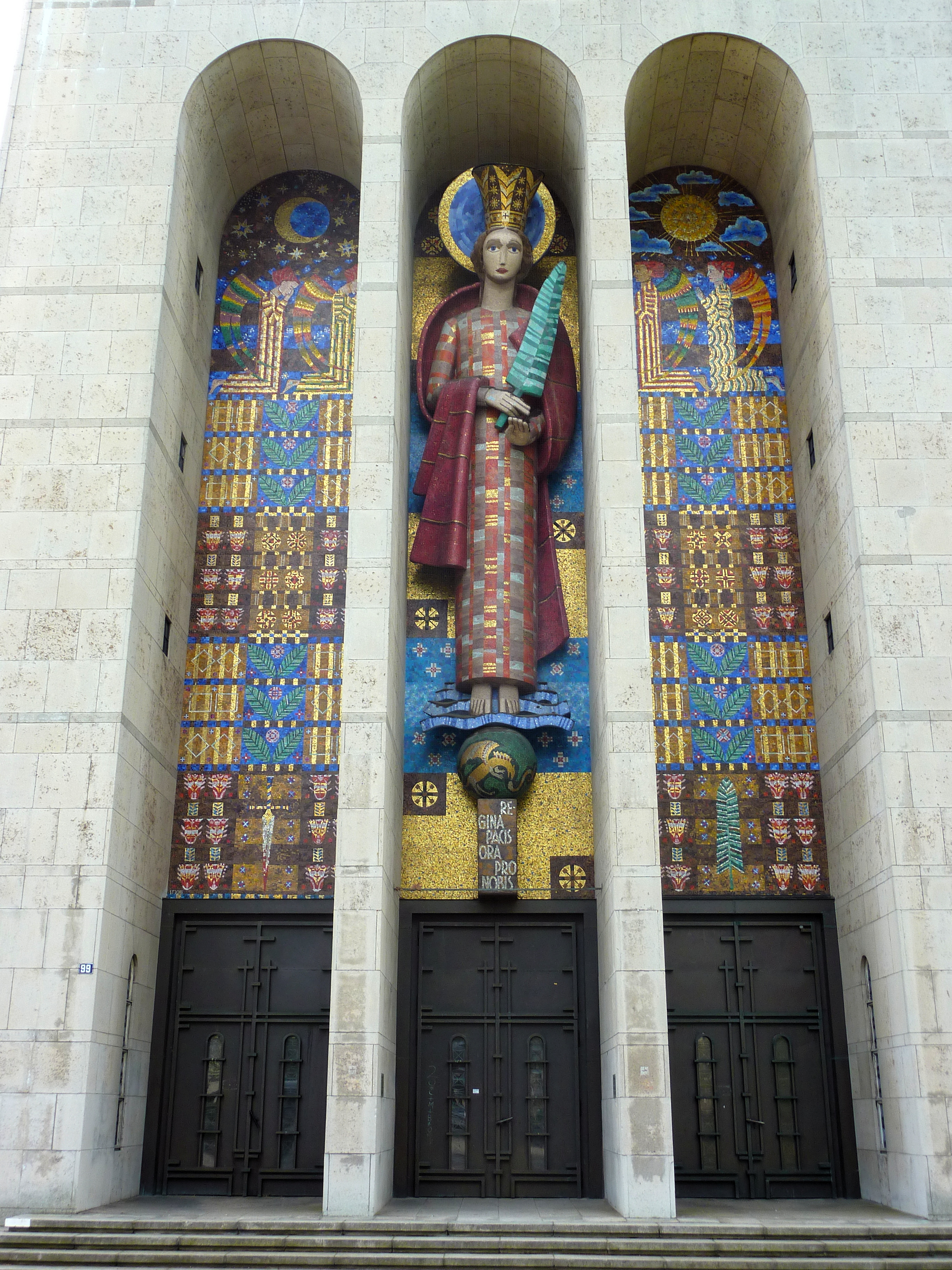
Regina pacis (Königin des Friedens) Mosaikstatue über dem Portal der Frankfurter Frauenfriedenskirche (1929)

Sutor absolvierte eine Lehre in der Offenburger Bildhauerwerkstatt Simmler & Venator und besuchte von 1907 bis 1909 die Kunstakademie Karlsruhe als Schüler von Hermann Volz, dann an der Kunstakademie Dresden bei Georg Wrba zu studieren und unter anderem durch nachfolgende Aufenthalte in Leipzig, München und Paris seine Studien zu vertiefen.
Während des Ersten Weltkriegs leistete er Kriegsdienst an der Westfront und später in Rumänien, wobei er auch einmal verwundet wurde.
Seit 1919 hatte er ein eigenes Atelier in Karlsruhe. Von 1925 bis 1936 arbeitete er mit der Staatlichen Majolika-Manufaktur Karlsruhe zusammen. Aus dieser Zusammenarbeit stammen auch seine zahlreichen, meist kirchlichen Aufträge in vielen Gotteshäusern. Eines seiner bedeutendsten Werke war die 1928 entstandene, zwölf Meter hohe Mosaikstatue der Mutter Gottes für die Fassade der Frauenfriedenskirche in Frankfurt-Bockenheim (Architekt: Hans Herkommer). Die Marienstatue war damals die größte Europas. In ihr verschmolz Sutor Merkmale der Madonnenstatue an der Marienburg bei Danzig mit Elementen aus altkirchlich-byzantinischer Tradition, der Beuroner Kunstschule und des Expressionismus. Merkmale dieses Standbildes fanden sich später auch bei anderen bedeutenden Künstler wieder, wie Ewald Mataré (1887–1965) oder Ludwig Gies (1887–1966).
In der Zeit des Nationalsozialismus war Sutor Mitglied der Reichskammer der bildenden Künste. Für diese Zeit ist seine Teilnahme an 11 großen Ausstellungen sicher belegt, darunter 1939, 1940, 1941, 1942 und 1944 mit insgesamt zwölf Werken die Großen Deutschen Kunstausstellungen in München. Davon erwarb die NSDAP-Gauleitung Köln-Aachen 1940 die Zweifigurengruppe „Mutter“ und 1942 die Reichsjugendführung das Relief „Europa“. In einem anlässlich der Olympischen Sommerspiele 1936 durchgeführten Kunstwettbewerb gewann er für seine Reliefs „Hürdenläufer“ (heute im Museum in Tokio) und „Eishockeykampf“ eine Goldmedaille im Bildhauerwettbewerb in der Kategorie „Reliefs“.
Am 24. Mai 1937 beantragte Sutor die Aufnahme in die NSDAP und wurde rückwirkend zum 1. Mai desselben Jahres aufgenommen (Mitgliedsnummer 4.354.598). In den Hitler-Jahren war Kirchenkunst weniger gefragt, und Sutor war nun auch reichlich für die Nationalsozialisten tätig. Stilistisch wandte er sich einem pathetischen Naturalismus zu und näherte sich mit seinen Werken stark Arno Breker, Josef Thorak und Georg Kolbe an. Es entstanden Helden- und Kriegerdenkmäler und andere heroisierende Skulpturen wie z. B. die „Germanische Familie“ (Heidelberg, 1936). In Singen schuf er ein monumentales Denkmal für die SA, ganz im Sinne der nationalsozialistischen Kunstauffassung.
Nach dem Ende des Nationalsozialismus wurde Sutor als „Mitläufer“ eingestuft. Ein Neustart mit Rückkehr zur kirchlichen Kunst und der für Sutor in seiner Frühzeit typischen reduzierten Körperlichkeit vollzog sich nach dem Krieg im Jahr 1948. Hiervon zeugen zahlreiche kirchliche und auch profane Werke, die er bis ins hohe Alter schuf.
Für den Nackten Mann vor dem Karlsruher Wildparkstadion standen zwei Sportstudenten Modell, Georg Kenntner (von 1976 bis 1997 Leiter des Karlsruher Instituts für Sport und Sportwissenschaft) und Hans Weber.
Für den Offenburger Burda-Verlag modellierte Sutor 1958 als Skulpteur, auf besonderen Wunsch des Inhabers Franz Burda, eine Version des Bambi-Rehs, des bekannten deutschen Medienpreises. Das Bambi wurde in Bronze gegossen und vergoldet. Bis 1999 blieb das Sutor-Modell unverändert. Diese Nebenarbeit wurde zu seinem medienwirksamsten Werk.

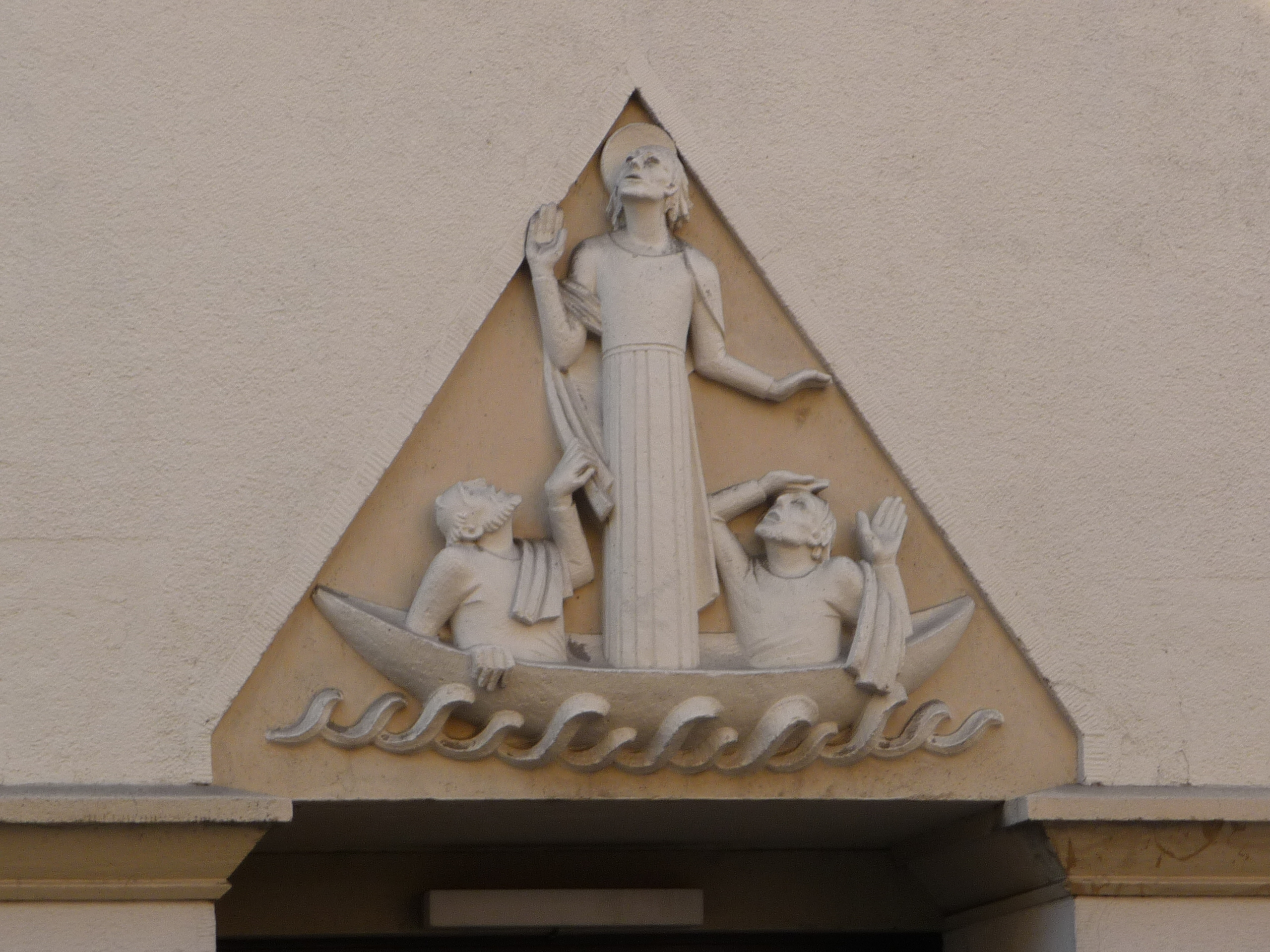
Relief an der Mannheimer Kirche St. Peter (1928)
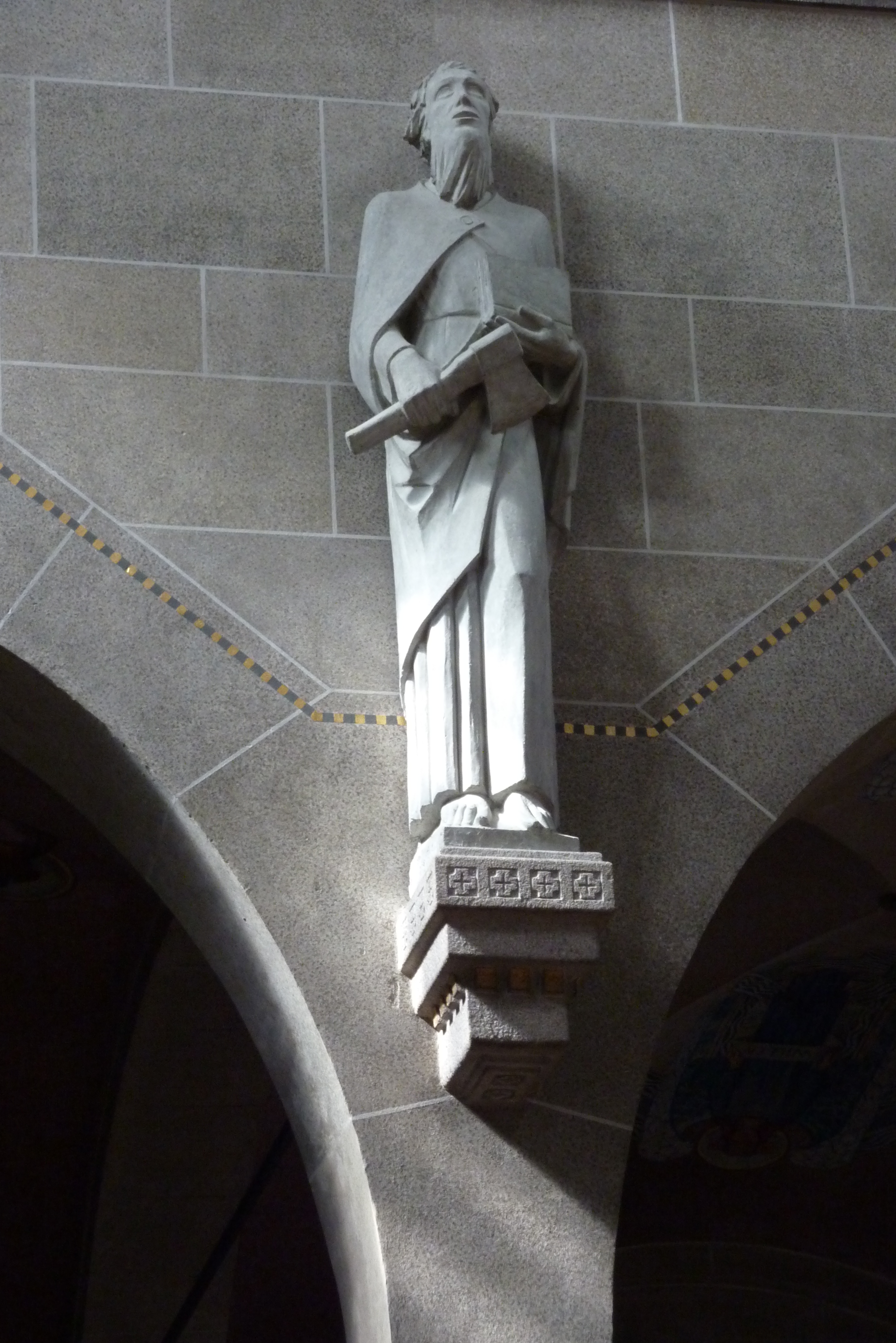
St. Georg, Hockenheim: „Apostel Matthias“ (1938)
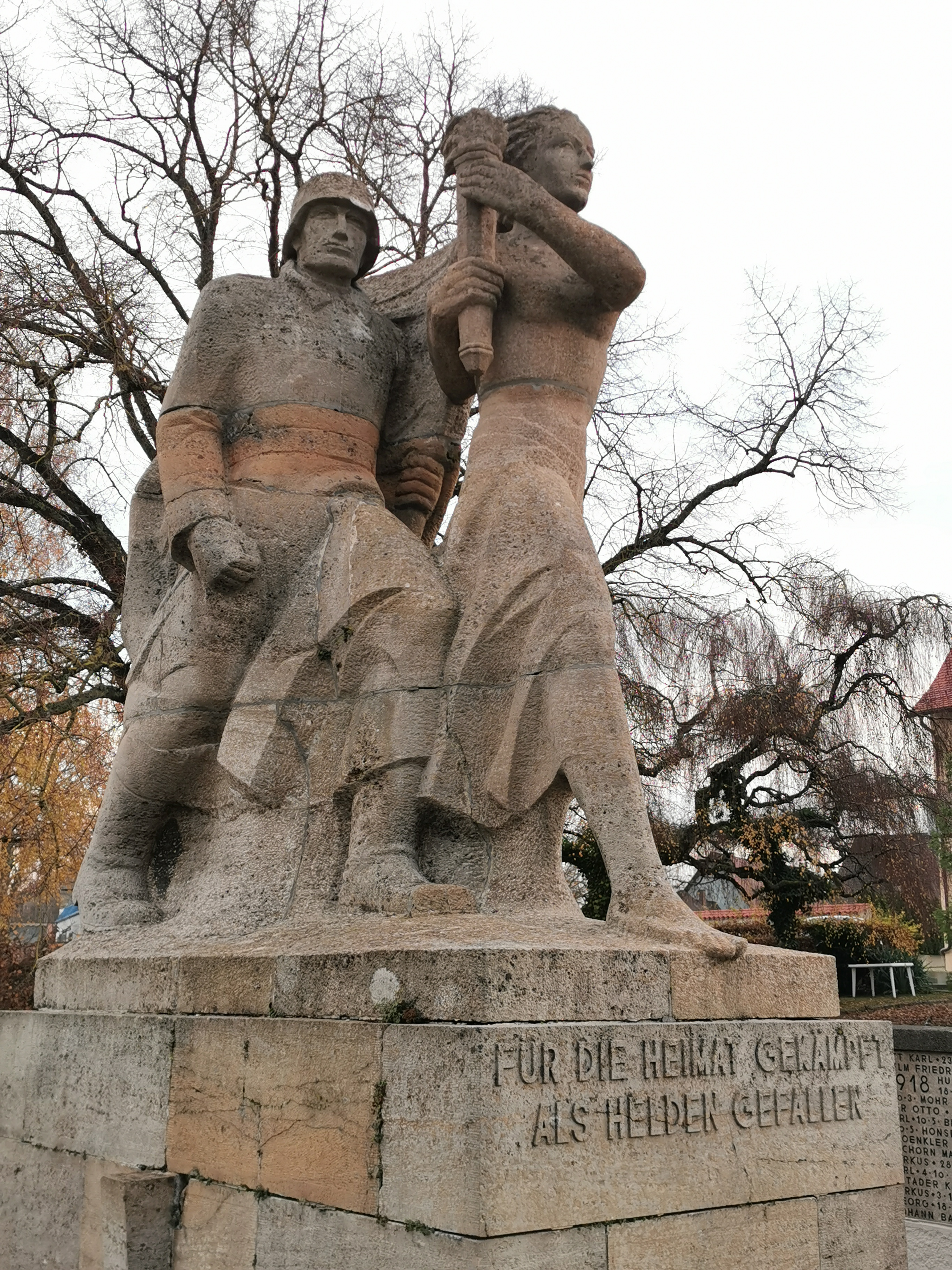
Ehrenmal für die Gefallenen des Ersten Weltkriegs (1939)
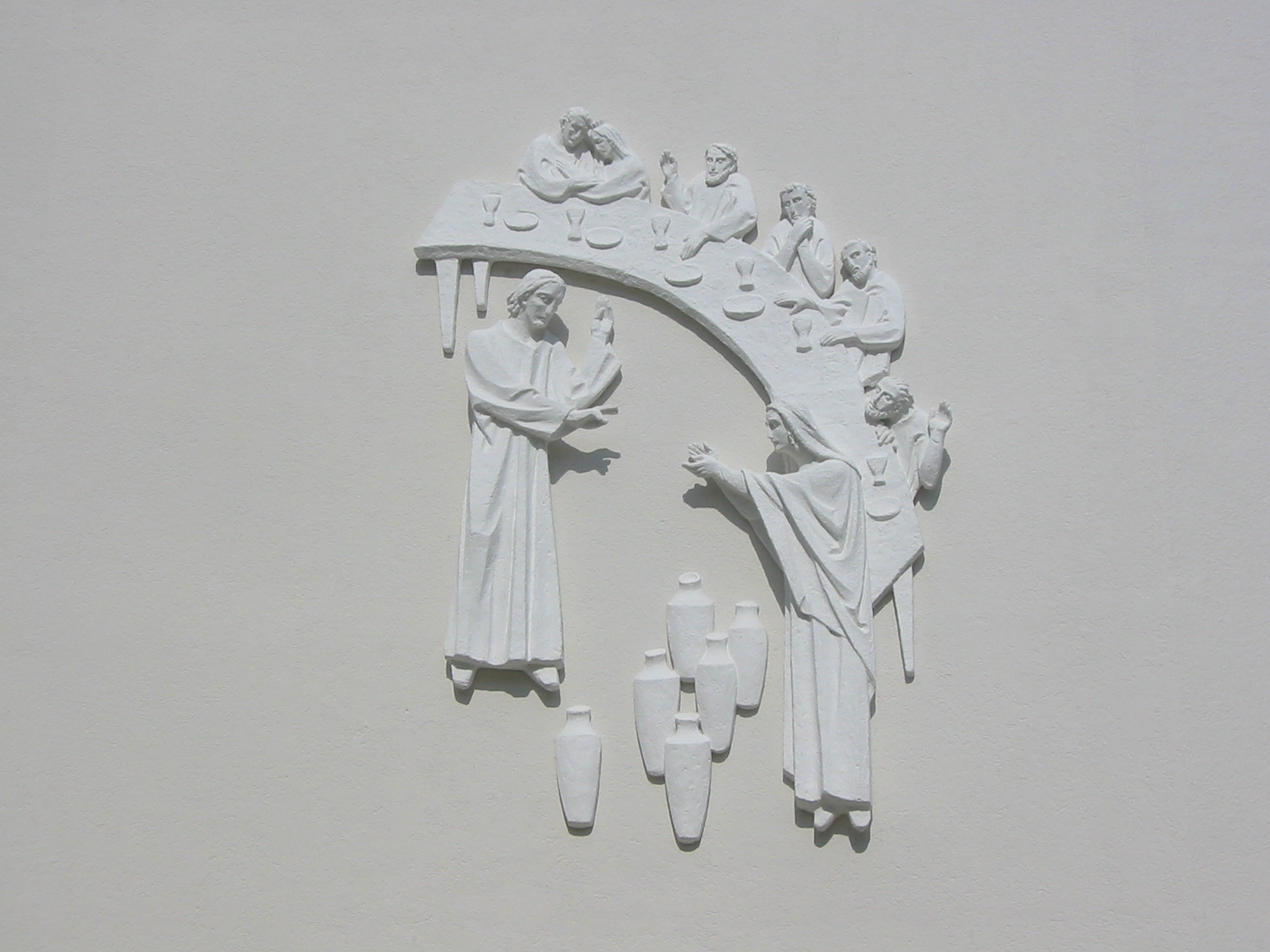
Relief Hochzeit zu Kana an der Konstanzer Bruder-Klaus-Kirche (1956)
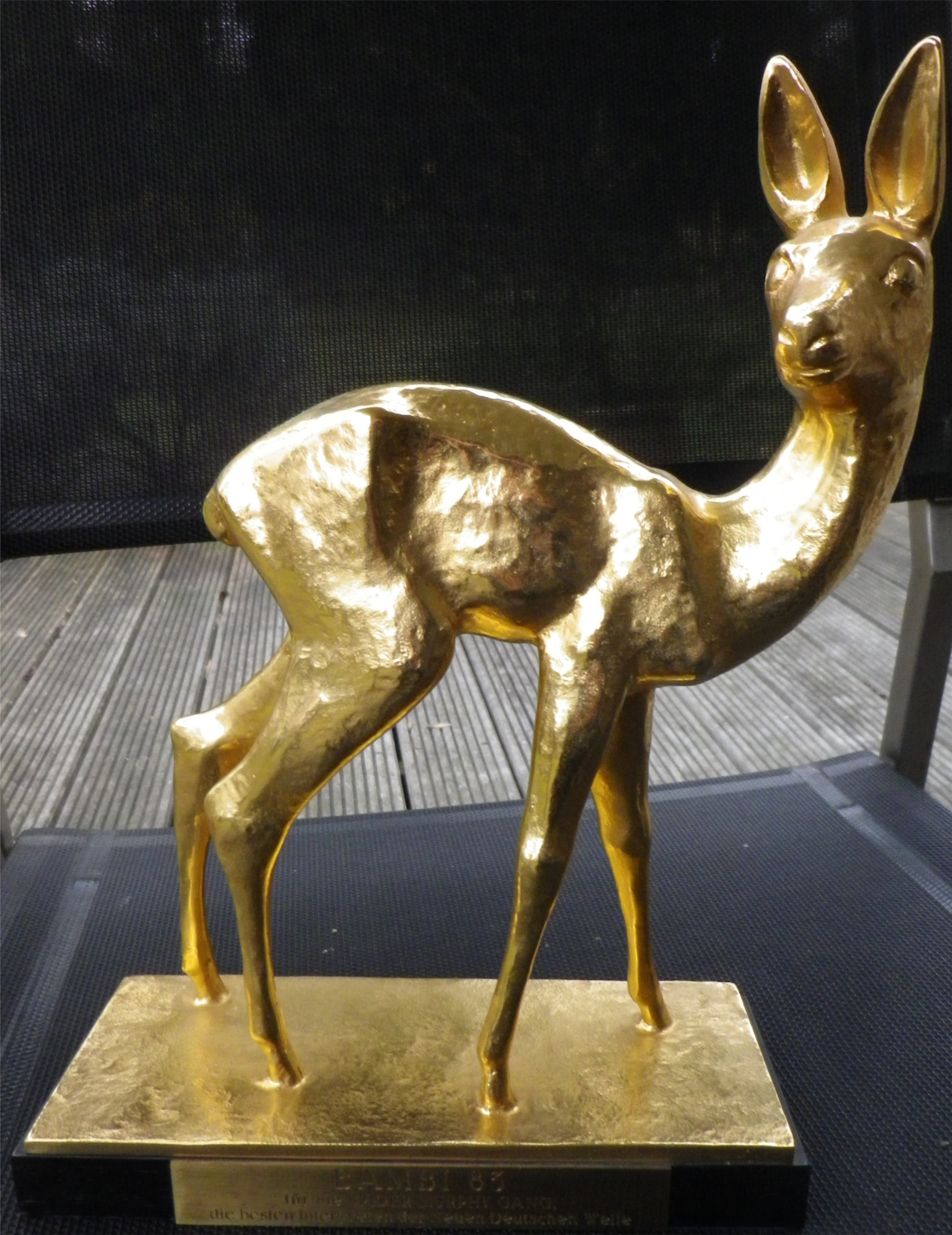
Das von Sutor 1958 modellierte Bambi-Reh
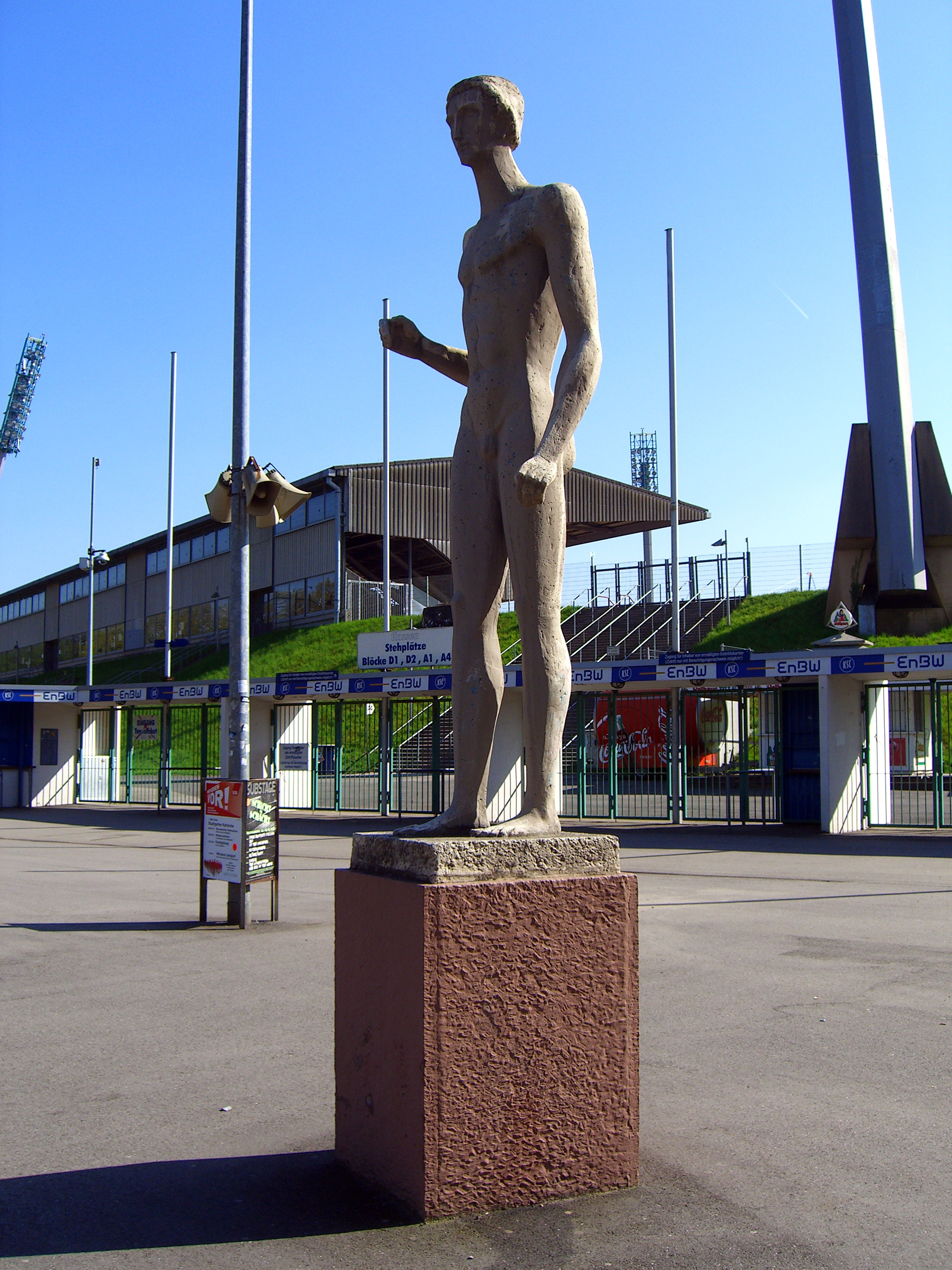
Skulptur am Karlsruher Wildparkstadion (1959)
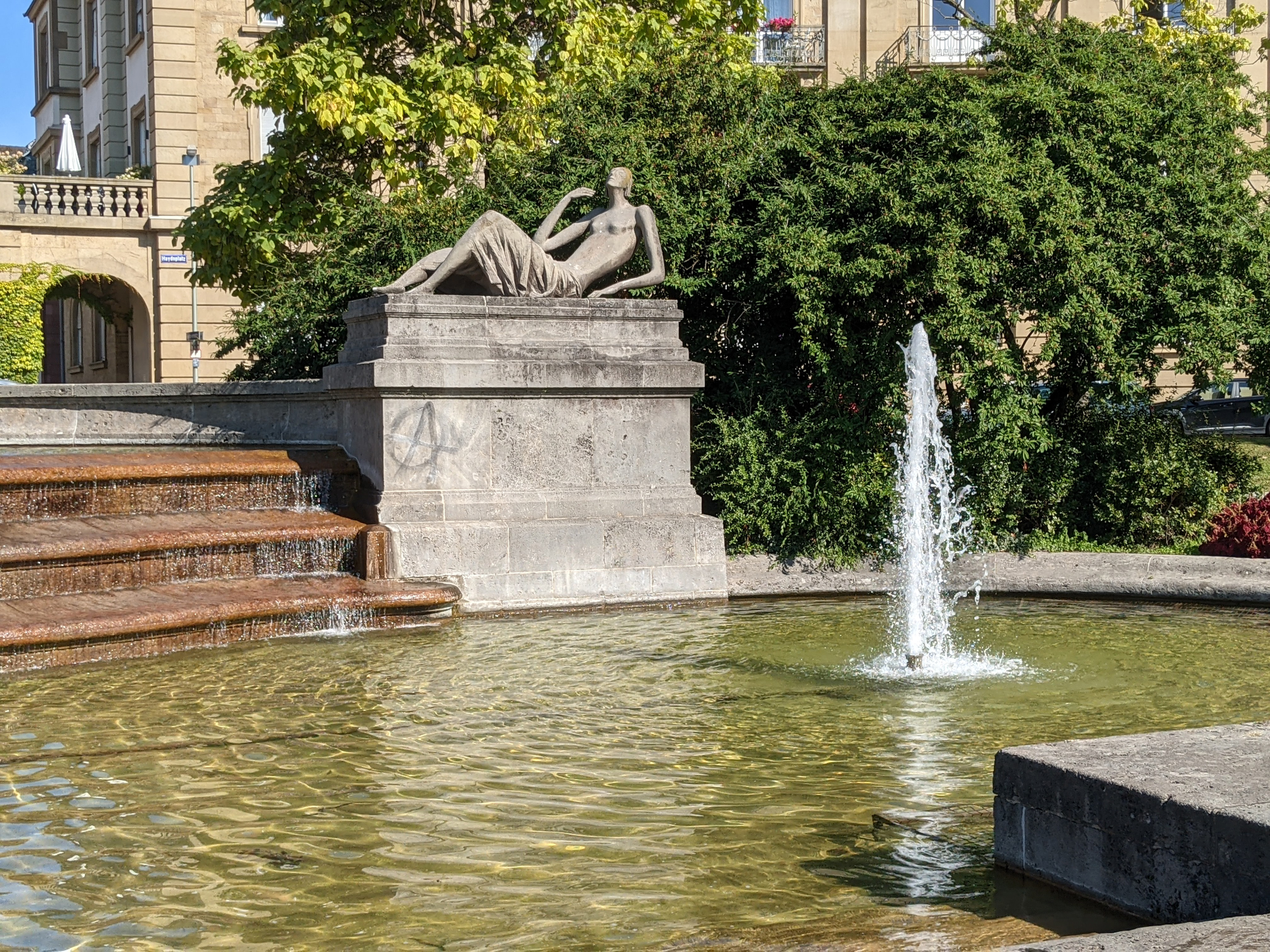
Figur der Eurydike für den Brunnen auf dem Haydnplatz, Karlsruhe (1973)